# NGC 1229
NGC 1229 é uma galáxia espiral barrada (SBb/P) localizada na direcção da constelação de Eridanus. Possui uma declinação de -22° 57' 38" e uma ascensão recta de 3 horas, 08 minutos e 10,8 segundos.
A galáxia NGC 1229 foi descoberta em 1886 por Frank Leavenworth.